# Tomáš Berger
Tomáš Berger (* 22. August 1985 in Prag) ist ein tschechischer ehemaliger Fußballspieler, der auf der Position des Mittelfeldspieler aktiv war.

## Karriere
Tomáš Berger ist Sohn des ehemaligen tschechoslowakischen Nationalspielers Jan Berger, der seine Karriere in der Schweiz ausklingen ließ. So begann sein Sohn Tomáš im Alter von fünf Jahren mit dem Fußballspielen in Schlieren. 1999 kehrte die Familie nach Tschechien zurück und Tomáš schloss sich der Jugendabteilung von Sparta Prag an. Nach nur einem Jahr wurde der Mittelfeldspieler an Meteor Prag ausgeliehen, kehrte aber anschließend zu Sparta zurück. In der Saison 2003/04 spielte Berger auf Leihbasis für Sokol Ovčáry, abermals kehrte er nach Prag zurück.
Den Sprung in die Profimannschaft schaffte er nicht und kam nur in der B-Mannschaft zum Einsatz. Anfang 2007 wurde er an den FK Dukla Prag ausgeliehen, der in der fünften Liga spielte. Im Sommer 2007 übernahm Dukla die Lizenz des Zweitligisten Jakubčovice Fotbal, Tomáš Berger wurde fest verpflichtet. In der Profimannschaft konnte er sich nicht durchsetzen und kam in der Spielzeit 2007/08 auf lediglich drei Zweitligaeinsätze. In der Folge spielte er nur noch in der B-Mannschaft. Nach einer erfolgreichen Saison 2008/09, in der ihm in 28 Spielen 17 Tore gelangen, unterschrieb er einen Profivertrag. In der Saison 2009/10 erzielte Berger in 25 Zweitligaspielen vier Tore. Bis 2016 stand er beim FK Dukla Prag unter Vertrag und war ab 2012 an den FC Viktoria Pilsen ausgeliehen. Ab der Saison 2016/17 unterschrieb er bei Bohemians Prag 1905 für 2 Jahre einen Vertrag und erzielte in der Saison 2016/17 2 Tore in 19 Spielen, konnte sich jedoch nicht als Stammspieler durchsetzen. Daraufhin einigte er sich mit dem Verein auf die Auflösung des Vertrages, der eigentlich noch bis zum Ende der Saison 2017/18 lief.

## Privates
Tomáš Berger ist der Sohn von Jan Berger senior.